# Вест Де Мојн (Ајова)
Вест Де Мојн (енгл. West Des Moines) град је у америчкој савезној држави Ајова. По попису становништва из 2010. у њему је живело 56.609 становника.

## Демографија
Према попису становништва из 2010. у граду је живело 56.609 становника, што је 10.206 (22,0%) становника више него 2000. године.
| Група             | 2000.          | 2010.          |
| Белци             | 42.283 (91,1%) | 48.098 (85,0%) |
| Афроамериканци    | 868 (1,9%)     | 1.872 (3,3%)   |
| Азијати           | 1.280 (2,8%)   | 2.709 (4,8%)   |
| Хиспаноамериканци | 1.404 (3,0%)   | 2.930 (5,2%)   |
| Укупно            | 46.403         | 56.609         |